# Elionor d'Aquitània
Elionor d'Aquitània (francès: Aliénor d'Aquitaine)  (Poitiers, 1122 (Gregorià) - Poitiers, 1 d'abril de 1204 (Gregorià)) va ser una important figura històrica que va exercir el poder com a duquessa d'Aquitània (1137-1204) i reina consort de França (1137-1152) i d'Anglaterra (1154-1189).

## Biografia
Va ser filla del comte Guillem X d'Aquitània i de la seva esposa Elionor de Châtellerault. Després de la mort del seu únic germà Guillem, es va convertir en l'hereva del seu pare al ducat d'Aquitània, que s'estenia des del riu Loira fins als Pirineus i era molt més gran que els dominis del rei de França.
Elionor d'Aquitània es casà el 22 de juliol de 1137 a la catedral de Saint André a Bordeus amb el príncep Lluís VII de França. D'aquesta unió van néixer la princesa Maria de França i la princesa Alix de França.  Convençut de la seva infidelitat, Lluís va demanar a l'Església que anul·lés el seu matrimoni per una relació de sang massa forta (5è grau canònic), en contradicció amb les lleis de l'Església. El Sínode de Beaugency va aprovar i pronunciar l'anul·lació el 21 de març de 1152, El preu que va exigir Elionor per aquesta separació va ser la conservació dels seus dominis d'Aquitània i Poitou.
El 18 de maig de 1152, Elionor es casà en segones noces a la catedral de Bordeus amb el príncep Enric Plantagenet, comte d'Anjou, i Lluís va respondre envaint el ducat de Normandia dividint en dos els dominis d'Enric que aviat es va convertir en rei d'Anglaterra i un terç del Regne de França establint l'Imperi Angeví. D'aquesta unió van néixer el príncep Guillem de Poiters, el príncep Enric Plantagenet, la princesa Matilde Plantagenet, el príncep Ricard I d'Anglaterra, el príncep Jofre de Bretanya, la princesa Elionor d'Anglaterra, la princesa Joana d'Anglaterra i el príncep Joan I d'Anglaterra. Tots els fills d'Elionor van ser importants figures històriques i van ocupar càrrecs importants al llarg de llurs vides.
Lluís VII de França i Elionor d'Aquitània van patir tensions des del principi de llur matrimoni a causa de les diferències en llurs personalitats i comportaments. Aquestes tensions es van agreujar durant llur participació en la segona croada i les relacions de la reina consort amb el seu oncle, Raimon de Poitiers. Després d'intentar reconciliar-los a Roma, el papa Eugeni III va aconseguir l'anul·lació del matrimoni el 21 de març de 1152. El preu que va exigir Elionor per aquesta separació va ser la conservació dels seus dominis: Aquitània i Poitou.

Lluís VII va contribuir al prestigi de la dinastia Capet participant a la Segona Croada. Es va casar amb Elionor d'Aquitània, la jove hereva del Ducat d'Aquitània, però convençut de la seva infidelitat, va demanar a l'Església que anul·lés el seu matrimoni per una relació de sang massa forta (5è grau canònic), en contradicció amb les lleis de l'Església. El Sínode de Beaugency va aprovar i pronunciar l'anul·lació el 21 de març de 1152. Es va casar immediatament amb Enric Plantagenet, comte d'Anjou, que aviat es va convertir en rei d'Anglaterra i un terç del Regne de França establint l'Imperi Angeví, i Lluís va respondre envaint el ducat de Normandia dividint en dos els dominis d'Enric.

## L'Imperi angeví
Elionor d'Aquitània es va casar amb Enric II d'Anglaterra, amb qui va formar l'Imperi angeví, un conjunt de dominis a França i Anglaterra. L'Imperi angeví es va formar quan els dominis d'Elionor a França es van unir als que ja posseïa Enric II a Anglaterra, l'Anjou, el Maine, la Normandia, així com Anglaterra i Gal·les. Això va fer que els reis d'Anglaterra, tot i ser vassalls del rei de França, controlessin un territori vuit vegades més gran que el directament controlat per Lluís VII.
La cort d'Elionor a Poitiers va ser un centre d'excel·lència per la poesia trobadoresca i Elionor va ser mecenes de nombrosos trobadors. Per això part de la historiografia l'anomena "la cort de l'amor".
L'existència d'una amant d'Enric II, Rosemond Clifford, va provocar l'enfrontament entre Elionor i el rei anglès, i a partir de 1173 Elionor va promoure la rebel·lió de tres dels fills del rei contra llur pare. Després de reprimir la rebel·lió, el rei va empresonar Elionor, primer a Chinon i després a Salisbury, on va romandre sota arrest fins a la mort del rei Enric el 1189. Després de recuperar la llibertat, Elionor es va convertir en regent dels dominis angevins durant les absències del seu fill Ricard Cor de Lleó fins que va tornar de la tercera croada. La mort de Ricard el 1199 va fer que Elionor abandonés de nou el seu retir per aconseguir la coronació del seu altre fill, Joan Sense Terra, relegant el seu net, el duc Artur I de Bretanya, al qual pràcticament no coneixia.

## Darrers anys
El 1200, quan tenia gairebé 80 anys, Elionor va demostrar una gran fortalesa quan va decidir viatjar fins al Regne de Castella per escollir entre les seves netes, les infantes de Castella, la futura muller del fill de Felip II August, el príncep i futur rei Lluís VIII el Lleó. Va morir l'1 d'abril de 1204 a l'abadia de Fontevrault, on es va retirar, als 82 anys, i va ser enterrada al mateix monestir, al costat del seu espòs Enric II i llur fill Ricard Cor de Lleó.

## Galeria d'imatges

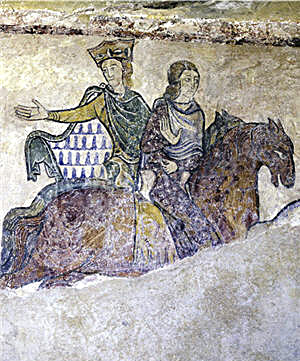
Elionor i el seu fill Joan sense Terra.